# Georges de Sonneville
Pour les articles homonymes, voir Sonneville (homonymie).
Georges Préveraud de Sonneville, dit Georges de Sonneville, né à Nouméa le 1er mars 1889, et mort à Talence le 21 mars 1978, était un peintre, dessinateur et graveur français.

## Biographie

### Origines
Georges de Sonneville est issu d’une longue lignée de noblesse de robe, les Préveraud, installés depuis le XIVe siècle dans le Berry, puis en Charente. Ils accédèrent à la noblesse d'épée au XVIIe siècle au titre de comte de Sonneville, après l’acquisition en 1688 du domaine du même nom aux abords de Villefagnan. Le peintre portait donc le titre de comte. 
Son grand-père Elzéar (1816-1893), économiste, viticulteur, armateur, et collectionneur d'art, s'installe à Bordeaux en 1836. Un de ses fils, Marcel (1847-1924), après une carrière militaire, émigre en Nouvelle-Calédonie et y fonde un comptoir écoulant les produits d'Elzéar. Du côté maternel, le grand-père du peintre, Jean Taragnat (1816-1878) était un artisan maçon parti s'établir à Nouméa (1843-1852), puis à Sydney (1852-1860), où il épouse une Française devenue chercheuse d'or, Jeanne Gouje, avec qui il revient à Nouméa (1860-1878). Il y construit la villa du Banian, qui sera la maison natale de Georges. Leur fille aînée Anne-Marie (1859-1944) épouse Marcel en 1877. Ils ont quatre filles et un fils, Georges, né à Nouméa le 1er mars 1889.

### Adolescence
Adolescent, il étudie le dessin avec une professeure australienne. Il est pensionnaire dans un collège de jésuites, Saint-Ignatius, près de Sydney.
À 14 ans, en 1903, avec son père, il quitte définitivement la Nouvelle-Calédonie pour la France, où il arrive en août. Au cours du voyage, il visite Ceylan, l'Égypte, et les musées italiens. À Bordeaux il est d'abord accueilli chez sa grand-mère paternelle à la maison remplie de tableaux, 58 rue David-Johnston, puis habite au 43 rue de Ségur de 1903 à 1910. 
Son oncle (frère cadet de son père) et homonyme, Georges de Sonneville, négociant en vins, maire de Sainte-Eulalie, critique et collectionneur d'art, lui donne une éducation artistique et l'introduit au milieu des amateurs. De 1904 à 1910 il prend des leçons à l'atelier du peintre symboliste Paul Antin. Élève au lycée Montaigne, il passe son bac en 1906 puis obtient une licence à la faculté de Droit de Bordeaux (1906-1909), où il se fait une réputation de caricaturiste. 

### Vie artistique
Dès 1907 il vend ses premières peintures et publie chez Mollat un livre de caricatures. En 1909, il organise en collaboration avec Jacques Le Tanneur et Henri Ducot, le « salon des humoristes » qui se tient à Bordeaux. Pendant son service militaire à Bordeaux (1910-1912) il fréquente l'Académie Rosa Bonheur. En 1913 il part à Paris, où il cohabite avec son ami Édouard Goerg au 9 rue Campagne-Première, à Montparnasse. Il suit les cours des peintres nabis Paul Sérusier et Maurice Denis à l'Académie Ranson. En avril 1914, il épouse Yvonne Latapie-Tronquet (1888-1982), également peintre, qu'il avait connue chez Paul Antin. Ils s'installent 17 avenue de Tourville, mais regagnent Bordeaux à la déclaration de la guerre.
De 1914 à 1925, le couple vit dans une maison familiale du quartier des Chartrons, au 23 rue du Couvent, où ils ont un atelier. En 1914-1915, Georges est mobilisé auprès de la préfecture de la Gironde. Il fait des aquarelles avec son aîné le peintre cubiste et théoricien de l'art André Lhote dont il partage le bureau à la préfecture. Il dessine dans les hôpitaux militaires de la ville. En novembre 1916 il est affecté à l'ambulance à Châlons-sur-Marne. Démobilisé en janvier 1919, il revient à Bordeaux. Cette année-là, il organise et participe à l'exposition "Un groupe de peintres modernes", réunissant des artistes parisiens et bordelais, place des Quinconces. Il en gardera la réputation d'introducteur et de leader du modernisme pictural à Bordeaux. Pendant les années folles il déploie une intense activité de peintre, notamment de paysagiste, avec entre autres des vues des quais de Bordeaux. Lui et Yvonne reçoivent chez eux de nombreux artistes et écrivains. C'est en 1920 qu'il entreprend une sorte de journal essentiellement fait de notes critiques et techniques sur les peintres et la peinture, qu'il poursuivra jusqu'en 1958.
De 1925 à 1930, Georges et Yvonne s'installent à Martillac, village de Gironde, avec leurs quatre enfants : Colette, Denise (plus tard épouse Bordes), Georgette (plus tard épouse Deleau) et Jean. En 1928, Sonneville cofonde avec Jean-Loup Simian le Salon des Indépendants bordelais dont il est membre du comité d'honneur.
En 1930, la famille va s'établir près de Paris au 17 avenue du Raincy, à Saint-Maur. Leur fille Colette y meurt de maladie en 1932. De 1933 à 1964, la famille prend un appartement à Courbevoie, rue de l'Alma. C'est également en 1933 que Georges, appauvri par suite de la crise économique, entreprend une carrière de fonctionnaire qu'il terminera en 1959 comme directeur de la Caisse nationale d'allocations familiales des professions intellectuelles. En 1942-43, il peint le chemin de croix de l'église Saint-Marcel de Beychac (Gironde).
En 1964, le couple revient s'installer dans la banlieue de Bordeaux, à Talence, au 23 rue Jouis. Par solidarité envers Yvonne, que la maladie empêche de peindre, Georges y renonce lui aussi en 1965. Il meurt à 89 ans, le 21 mars 1978. Il est enterré au cimetière de la Chartreuse.

## Legs

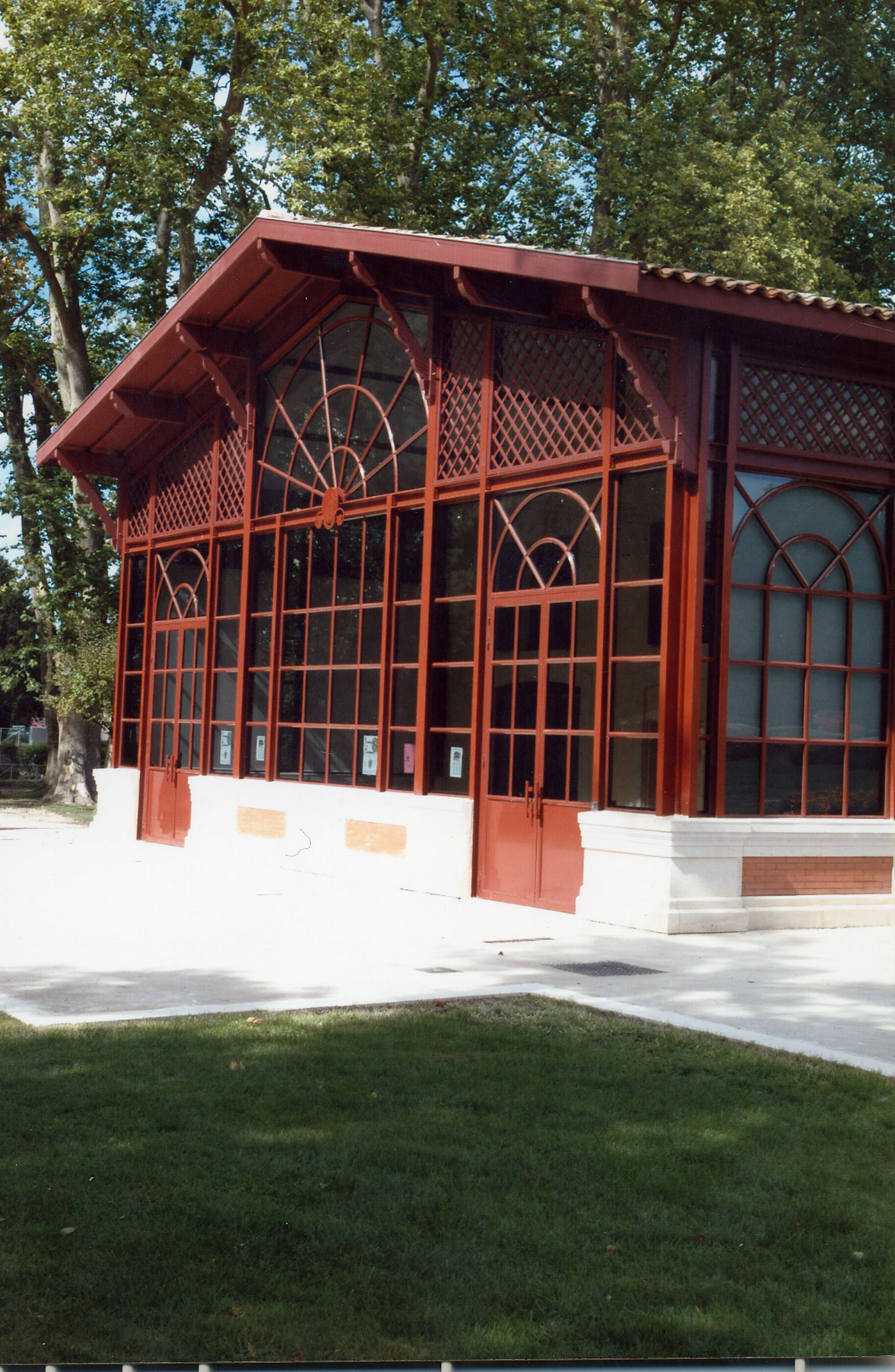
Musée Georges-de-Sonneville, à Gradignan.

### Le musée Georges-de-Sonneville de Gradignan
La rencontre de René Canivenc, maire de Gradignan, avec l'une des filles de l'artiste, Denise Bordes, conduit la ville à créer une collection autour des œuvres de Sonneville. Ces acquisitions seront à l'origine de la création par la ville, en 2004, du musée Georges-de-Sonneville, hébergé dans le Prieuré de Cayac, et où sont exposées en permanence des œuvres du peintre et de sa femme.

### Le vol de ses œuvres
Le 23 janvier 1991, la maison secondaire de sa fille à Marsangy fait l'objet d'un cambriolage et 360 toiles et dessins du peintre sont volés. En 1997, 200 œuvres refont leur apparition en Italie mais la justice italienne a jugé le receleur de bonne foi et lui a laissé les œuvres. En 2005, celui-ci propose une transaction aux héritiers. 
En 2008, le musée Georges-de-Sonneville de Gradignan est contacté par un antiquaire de Bari qui souhaite faire authentifier des toiles de l'artiste. À la suite de ce contact la conservatrice du musée fait un signalement à la police qui ouvre une information judiciaire. L'antiquaire est interpellé alors qu'il se rend à Gradignan avec une vingtaine de toiles. 73 autres œuvres sont ensuite rapatriées d'Italie, avant d'être placées sous scellé judiciaire.

## Hommages
En 2000, la ville de Bordeaux  donne son nom à une rue.